# 이데 신타로
이데 신타로(일본어: 井出 真太郎, 2001년 10월 15일~)는 일본의 축구 선수이다.

## 구단 경력
그는 2024년 J2리그의 도치기 SC에 입단했다. 2024년후 J3리그에 강등했다.